# Francisco Marcos Raña
Francisco Tomás Marcos Raña (Carballino, 1 de noviembre de 1900 - Madrid, 18 de enero de 1990) fue un escritor, periodista y político gallego.
Siendo aún joven se fue a Cuba con un pariente y se quedó allí un tiempo hasta que fue reclamado para cumplir el servicio militar. En 1921 parece que inicia su andadura periodística escribiendo un artículo para El Ideal Gallego de la Coruña, firmando como F. SOCRAM, sobre una visita realizada a un poblado de nueva creación en las inmediaciones de San Antonio (Texas), seguramente el año anterior ya que especifica que la visita la realizó un 25 de agosto.  El 18 de septiembre de 1922, ya de vuelta en España, partió hacia Melilla como soldado del reemplazo que iba a sustituir al de 1919. Después fue destinado a Nador y sus inmediaciones como sargento de complemento. Desde allí, el cinco de octubre de 1922 escribió también para El Ideal Gallego contando sus primeras impresiones. En este caso firmó como F. MARCOS. R. Como dato curioso de sus colaboraciones periodísticas, la revista Algo le concedió, años más tarde, en 1935, una gratificación de 5 pesetas por un chiste que les envió.
El 24 de marzo de 1930 se casó en Madrid, en la iglesia de Covadonga, con Carmen Bartrina Díaz, con la que tuvo un hijo (Manuel).
Cuando se produjo el golpe de Estado del 18 de julio de 1936 trabajaba como vendedor en la sucursal de Madrid de la casa Puigdengolas especializada en porcelana japonesa, estilográficas Eversharp y sobre todo botones de nácar que vendían en camiserías; era oficial de complemento del Ejército y estaba afiliado al Partido Socialista Obrero Español. Con otros compañeros organizó en Madrid 5 Batallones de Voluntarios de Comercio. Con el último de ellos salió al frente, iniciando su campaña en Leganés. En la Guerra Civil fue capitán del Ejército Republicano, confirmado a principios de 1938 por el Ministerio de Defensa Nacional con antigüedad del 31/12/1936. Más tarde ascendió la comandante. Su afición literaria lo llevó a escribir un libro sobre la contienda, que por desgracia se perdió.
Después de la derrota de la República pasó por Celanova, y cruzó clandestinamente la frontera portuguesa refugiándose en Lisboa primero y posteriormente en Estados Unidos. En junio de 1940 llegó a Cuba -país que ya conocía por haber estado con un tío suyo en Camagüey en los últimos años diez del siglo XX-, procedente de Nueva York. Dejó en España a su mujer y a su hijo, que años más tarde, a instancias de su familia, se reunirían con él en Cuba, aunque la relación no volvió a fructificar y el consiguió el divorcio en la Isla.
En febrero de 1944 fue representada en el Teatro Principal de la Comedia de La Habana su obra Hombre de mundo. En los años 50 compró una pequeña casita en la calle Martínez de la barriada de Lawton de La Habana, en cuyo patio interior tenía un naranjo. . 
Colaboró cómo cronista de la Sección de Sociedades Españolas en el periódico Noticias de Hoy, escribió en el semanario dominical Magazine de Hoy. El 31 de diciembre de 1942 publicó el poema "A Galicia" en la revista Vida Gallega. El 9 de septiembre de 1944, a solicitud del Grupo Curros Enríquez, colaboró con la Junta Suprema de la Unión Nacional para ayudar al pueblo español, impartió la conferencia "El espíritu de libertad y rebeldía en Curros Enríquez". Desde su primera andadura (1948) fue director Técnico de la revista AutoCuba. En 1951 fue nombrado jefe del Departamento de Publicaciones de la Cámara de Comercio del Automóvil de Cuba. En 1951 fue vocal del "Comité Organizador Pro Centenario Curros Enríquez". En los años sesenta conoció a Xosé Neira Villas, con quien colaboró en la Sección Gallega del Instituto de Literatura y Lingüística. En el año 1955 hizo un breve viaje a España para ver a la familia (su padre moriría un año más tarde)
El 24 de junio de 1958 se casó en La Habana con la asturiana de Pruvia (Asturias) Aurora Fernández González, también divorciada y de nacionalidad española. En el año 1979 solicitó la recuperación de la nacionalidad española, y en 1982 volvió a España con su segunda mujer. Vivió en la calle Marqués de Corbera de Madrid, en un piso cedido por una sobrina, hasta su muerte. Aurora volvió a Asturias donde murió un año más tarde.

## Obra
- Él espíritu de la libertad y la rebeldía en Curros Enríquez, 1944.